# Brognaturo
Brognaturo är en ort och kommun i provinsen Vibo Valentia i regionen Kalabrien i Italien. Kommunen hade 720 invånare (2017).